# Фокс, Гай
Гай Фокс (англ. Guy Fawkes; род. ок. 13 апреля 1570, Йорк, Королевство Англия — 31 января 1606, Вестминстер, Королевство Англия) — английский дворянин-католик, самый известный участник Порохового заговора против английского и шотландского короля Якова I в 1605 году. По результатам опроса Би-би-си «100 величайших британцев» в 2002 году его имя заняло тридцатое место.

## Биография
О жизни Фокса до порохового заговора известно немного. Он родился в дворянской семье в Йорке и был вторым из четырёх детей Эдварда Фокса, проктора и адвоката суда консистории в Йорке. Точная дата рождения Гая Фокса неизвестна, однако чаще всего фигурирует дата крещения 16 апреля 1570, которая позволяет предположить, что он родился за несколько дней до неё, вероятно около 13 апреля. Известно, что Фокс был католиком, его родители были прихожанами англиканской церкви; однако, семья матери состояла из католиков. В 1579, когда Гаю было 8 лет, его отец умер; мать через несколько лет повторно вышла замуж за католика Дениса Бейнбриджа. Фокс получил образование в Школе Святого Петра (третьей среди наиболее старых из существующих в мире школ) и, судя по всему, не нуждался в деньгах. После окончания школы Фокс поступил на службу к Энтони Брауну, 1-му виконту Монтегю. Виконт невзлюбил Фокса и через некоторое время уволил его, однако позже Фокс был на службе у его старшего внука и наследника. В октябре 1591 года Фокс продал поместье в Клифтоне в Йорке, которое он унаследовал от своего отца, и присоединился к английскому католику и ветерану-военачальнику Уильяму Стэнли, который собрал в Ирландии вооружённое формирование численностью 1400 человек для участия в экспедиции графа Лестера в Нидерланды. Фокс в составе этого отряда воевал на стороне католической Испании в ходе Восьмидесятилетней войны против протестантских голландских реформаторов в Нидерландах, а с 1595 года и до заключения Вервенского мира в 1598 году — против Франции. Фокс стал альфересом (младшим офицером), и сражался при осаде Кале в 1596 году. В 1603 году был рекомендован на звание капитана. Фокс познакомился с Томасом Уинтером, с которым вернулся в Англию. Уинтер познакомил его с Робертом Кейтсби, который планировал убить короля Якова I и восстановить на троне католического монарха. Заговорщики арендовали подвальное помещение под Палатой лордов в Вестминстерском дворце в Лондоне; Фокс был назначен ответственным за порох, который туда доставили. Именно Фоксу было поручено зажечь фитиль, ведущий к наполненному порохом помещению под Палатой лордов, что свидетельствует о том, что ему больше доверяли остальные участники заговора. Анонимное письмо побудило власти обыскать Вестминстерский дворец. Рано утром 5 ноября 1605 года, они обнаружили Фокса, охранявшего взрывчатку.
Фокс, назвавшийся Джоном Джонсоном, через час после поимки был доставлен к королю и лично допрошен им.
По прямому указанию короля Фокс был подвергнут жестоким пыткам. 9 ноября 1605 года выдал своих сообщников, которые были также вскоре задержаны (часть из них погибли при задержании) и преданы показательному суду. Все заговорщики, включая Фокса, 27 января 1606 года были приговорены к смертной казни через повешение, потрошение и четвертование. 31 января 1606 года Фокс и ещё трое из числа заговорщиков (Руквуд, Кейс и Уинтер) были казнены на Старом дворцовом дворе между Вестминстерским дворцом и Вестминстерским аббатством. Фокс был казнён последним из приговорённых, он смог избежать прижизненного потрошения и четвертования, поскольку умер во время повешения от перелома шеи, причём некоторые источники утверждают, что он намеренно спрыгнул с лестницы, чтобы не подвергаться мучениям.
Гай Фокс стал синонимом Порохового заговора, провал которого ежегодно отмечается в Великобритании как Ночь Гая Фокса (5 ноября), когда соломенное чучело Фокса традиционно сжигается на костре, обычно сопровождаемом фейерверком.

## В культуре

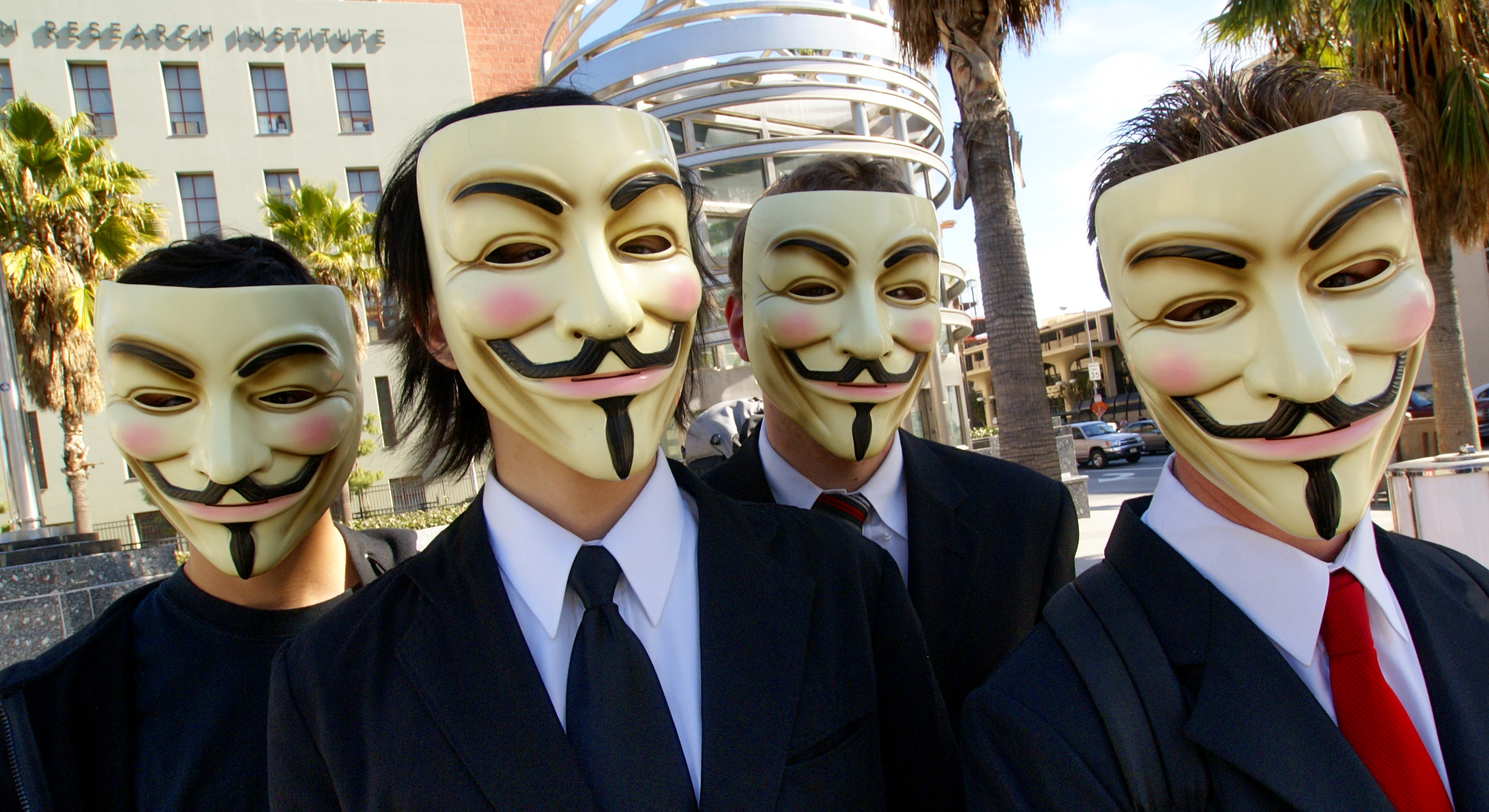
Люди в масках Гая Фокса. Лос-Анджелес, 2008 год

Имя Гая Фокса было увековечено в названиях различных празднеств, посвящённых спасению короля. Например «Ночь Гая Фокса», которая до сих пор отмечается во многих англоязычных странах 5 ноября, и в фигурирует песнях.

### Влияние на язык
Слово guy стало обозначать чучело Фокса, сжигаемое в Ночь Гая Фокса, которое несли девушки и парни, затем гротескно или плохо одетого человека, и наконец — любого молодого человека, парня (во множественном числе также и девушек, молодёжь).

### Маска Гая Фокса
Маска Гая Фокса, использованная в комиксе «V — значит вендетта» и фильме по его мотивам, превратилась в интернет-мем и символ протестного движения, в частности, акции «Захвати Уолл-стрит». Дизайн маски разработал художник-иллюстратор Дэвид Ллойд в 1982 году. Его маску часто называют маской «Анонимуса».

### Отражение в массовой культуре
- Фильм «Заговор против короны»;
- «V — значит вендетта» (англ. V for Vendetta): комикс и фильм;
- Мини-сериал «Порох».
- Преступление в одной из серий сериала «Шерлок» (3 сезон, 1 серия) написано по мотивам истории Гая Фокса.